# لويس باربييه
لويس باربييه (بالفرنسية: Louis Barbier de La Rivière)‏ هو قسيس فرنسي، ولد في 1593 في فاندليكورت في فرنسا، وتوفي في 1670 في باريس في فرنسا.